# Christiane Passevant
Pour les articles homonymes, voir Passevant.
Christiane Passevant, née le 7 janvier 1945 à Paris, est une ancienne journaliste à Radio France et critique de cinéma, de conviction anarchiste.
Compagne de Larry Portis, mort en 2011, elle est également historienne[réf. nécessaire], écrivain, syndicaliste, anarchiste et féministe libertaire.

## Biographie
Lors de ses nombreux séjours à l’étranger, en Angleterre en 1962 et en 1964, ainsi qu'en Allemagne en 1963, elle participe aux premières luttes antinucléaires.
Entre 1962 et 1976, elle milite pour les droits des femmes, en France, en Espagne et au Maroc, où elle aide des femmes à faire des interruptions volontaires de grossesse dans de bonnes conditions médicales.
Influencée par l’existentialisme, elle participe au mouvement de contre-culture libertaire en tant qu’artiste et artisane.
Selon Jean-Guillaume Lanuque de la revue Dissidences, elle « semble[nt] proche[s] des milieux anarcho-syndicalistes ». À partir de novembre 1976, elle est chargée de réalisation télévisuelle et responsable de la postproduction pour l’image des chaînes de Radio France à la télévision et au cinéma.
De 1986 à 1990, elle rejoint le Collectif des Amis de Spartacus.
Elle réalise plusieurs reportages sur les femmes en Israël/Palestine.
À partir de 1992, après avoir participé aux Chroniques syndicales, elle anime les Chroniques rebelles de Radio libertaire. En 1995, elle devient membre du bureau de la CGT (Syndicat national des radios et télévisions) de Radio France.
Membre du comité de rédaction de la revue libertaire internationale en ligne Divergences,, elle collabore à l'hebdomadaire Le Monde libertaire, au mensuel CQFD.
Elle a vécu à Paris et dans le Sud de la France avec l'historien et militant libertaire Larry Portis jusqu'à la mort de celui-ci en 2011.

## Œuvres
- La Main de fer en Palestine. Histoire et actualité de la lutte dans les territoires occupés, Paris, Éditions du Monde libertaire, 1992 (OCLC 52973887).
- Avec Larry Portis
  - IWW, Syndicalisme révolutionnaire aux États-Unis, Spartacus, 1985, (OCLC 299404524).
  - Dictionnaire Black, Paris, Éditions Jacques Grancher, 1995, 527 p. (OCLC 32421367)[9].
  - Les Classes sociales en France : un débat inachevé : (1789-1989), Paris, Éditions ouvrières, 1988, (OCLC 299431242).
  - La Canaille ! Histoire sociale de la chanson française, Éditions CNT-RP, 2004, (OCLC 420059772).
  - Dictionnaire des chansons politiques et engagées, Paris, Éditions Scali, 2008, 463 p. (OCLC 213304901).
  - Qu'est-ce que le fascisme ? : un phénomène social d'hier et d'aujourd'hui, Paris, Édition Alternative libertaire, 2010, (OCLC 758903676).
- Avec Pascal Dupuy et Larry Portis, Cinéma engagé, cinéma enragé, Paris, L'Harmattan, 2003, (OCLC 470422180).
- Avec Nicole Beaurain, Larry Portis, Christelle Taraud (dir), Le cinéma populaire et ses idéologies, Paris, L’Homme et la Société, n°154, L’Harmattan, octobre-décembre 2004.
- Femmes dissidentes au Moyen-Orient. Entretiens avec Arna Mer Khamis, Nawal Al Saadawi, Lea Tsemel, Michal Schwartz, Éditions libertaires, 2014, (OCLC 897763888).

### Articles
- Articles publiés sur cairn.info.
- Luttes sociales en « terre promise », in Emma Goldman, Itinéraire : une vie, une pensée, no 8, second semestre 1990, 84 pages, lire en ligne.
- Claire Auzias, Mémoires libertaires : Lyon 1919-1939, L'Homme et la Société, vol.111, no 1, 1994, pp. 195-196.
- Claire Auzias, La compagnie des Roms, L'Homme et la Société, vol.115, no 1, 1995, p. 147-148, pp. 147-148.
- Avec Nicole Beaurain, Femmes et anarchistes : De Mujeres Libres aux anarchaféministes, L'Homme et la Société, n°123-124, 1997, pp. 75-90.
- Avec Nicole Beaurain et Larry Portis, Du libéralisme utopique à la praxis libertaire, L'Homme et la Société, n°123-124, 1997, pp. 3-5.
- La sociologie de l'image. Entretien avec Jean-Michel Carré, L'Homme et la Société, n°127-128, 1998, pp. 77-90.
- La guerre continue et n’est pas encore terminée, Divergences, n°11, janvier 2008, lire en ligne.
- Basilio Martín Patino - Entre « vérité » et « farce » - Rétrospective au 28e festival du cinéma méditerranéen de Montpellier, Chroniques Rebelles, 24 novembre 2008, texte intégral.
- Le suspect de l’hôtel Falcon. Itinéraire d’un révolutionnaire espagnol, Divergences, 2 juin 2011, lire en ligne.
- Rencontre de deux auteurs, Patrick Schindler pour « Arthur Rimbaud ou l'anarchiste inachevé » et Michel Arouimi pour « Vivre Rimbaud », Divergences, n°27, septembre 2011, lire en ligne.

## Notices
- Dictionnaire des anarchistes, « Le Maitron » : notice biographique.
- Centre international de recherches sur l'anarchisme (Lausanne) : notice bibliographique.
- RA.forum : notice bibliographique.
- Catalogue général des éditions et collections anarchistes francophones : notice bibliographique.
- Institut international d'histoire sociale (Amsterdam) : archives.
- Musée social : notice bibliographique.
- (en) Libcom : Christiane Passevant.